# Calycopsis borchgrewinki
Calycopsis borchgrewinki är en nässeldjursart som först beskrevs av Browne 1910.  Calycopsis borchgrewinki ingår i släktet Calycopsis och familjen Bythotiaridae.
Artens utbredningsområde är Södra Ishavet. Inga underarter finns listade i Catalogue of Life.